# Naučená bezmocnost
Naučená bezmocnost (anglicky learned helplessness) je pojem, který vytvořil student Pensylvánské univerzity Martin E. P. Seligman roku 1975, na základě sledování pokusů se zvířaty. Pokusné zvíře, které se naučí, že nemůže kontrolovat averzivní podnět – vyhnutí se elektrickému šoku – upadá do stavu bezmoci a demotivace.
Následující experimenty s lidmi tuto teorii potvrdily. Slovy Seligmana (Nakonečný, 2000) jde o „očekávání, že konsekvence je nezávislá na vlastní volní reakci, což a) snižuje motivaci chtít tuto sekvenci kontrolovat, b) interferuje ve schopnosti naučit se, že vlastní reakce konsekvenci skutečně kontrolují.“
Jedná se tedy o jakési neadekvátní zhodnocení dosavadních opakujících se zkušeností, které vedou k pocitu a názoru, že člověk nemá kontrolu nad výsledky svého jednání, a to dokonce ani v situaci, kdyby tato kontrola byla možná (Macek, 2000). Pokud výjimečně při svých pokusech dosáhne příznivého výsledku, a je momentálně úspěšný, selhává tento člověk nadále tím, že nedovede úspěšnou zvládací strategii zopakovat a naučit se ji používat (Čáp, Mareš, 2001)
Seligman se svými spolupracovníky provedli řadu pokusů, které teorii naučené bezmocnosti potvrzovaly. Poté se pokoušel pomocí tohoto konceptu vysvětlit vznik deprese u lidí – zde se ovšem již setkal s radikálním odmítnutí ze strany vědecké veřejnosti. Navázal spolupráci s britským psychologem Johnem Teasdalem a vytvořili novou hypotézu, která spojovala naučenou bezmocnost s místem řízení (Locus of Control – koncept J.B Rottera (1972), dělící lidi na skupinu externalistů, kteří výsledky své činnosti připisují vnějším faktorům, a skupinu internalistů, které je naopak připisují faktorům vnitřním, osobnostním rysům apod.), která byla vzápětí potvrzena i z jiných zdrojů (Hunt, 2000).
Původní Seligmanův koncept obohatil v roce 1978 L. Y Abramson, který upozornil na to, že pro vysvětlování úspěchů a neúspěchů požíváme své vlastní explanační (vysvětlovací) styly. Ty mohou ve svém rozpětí zabíhat až do extrémních hodnot, což je na straně jedné pesimistický, a na straně druhé optimistický explanační styl. „Pesimistický explanační vysvětlovací styl má člověk, u něhož se projevuje tendence vysvětlovat příčiny špatných výsledků jako příčiny stabilní, globální a vůči sobě vnitřní, zatímco příčiny dobrých výsledků jako nestabilní, specifické a vůči sobě vnější“(Eisner, Seligman, 1996; Taylor, Aspinwall, 1996; Čáp, Mareš, 2001).

## Popis naučené bezmocnosti
Naučená bezmocnost jak ji charakterizuje Timothy Legg je stav, kdy člověk věří, že nemůže změnit situaci nebo mít ji pod kontrolou, a proto se o to ani nepokusí, přestože možnosti vlivu existují (Legg, 2019). Člověk v tomto stavu akceptuje špatné zkušenosti jako běžné a nepřipouští si možnost vlivu na ně, proto vykazuje nepřiměřenou pasivitu v situacích, které vyžadují řešení, což zpravidla je neúspěšná strategie chování, která bezmocnost a nízké sebevědomí dále prohlubuje.
Prof. Martin Seligman identifikuje tři klíčové znaky naučené bezmocnosti, kdy člověk nevyužívá možnost nebo se vůbec nenaučil reagovat v obtížných situacích:
1. Pasivní postoj vůči traumatu
2. Obtížnost naučit se, že vlastní reakce mohou trauma dostat pod kontrolu
3. Se zvyšujícím stresem se zvětšuje.

## Faktory rozvoje naučené bezmocnosti
Bezmocnost ovlivnit situaci se člověk „učí“ v kontaktu s osobami, u kterých čelí stresovým situacím, které nemůže ovlivnit. Tímto mechanismem dotyčný ztratí motivaci a přestože nové okolnosti umožňují ovlivnit situaci, nejsou toho tyto osoby ve stavu jednat a konat tak, aby uplatnily svůj vliv a kontrolu nad situací nebo jen učinily samostatné rozhodnutí.
Naučená bezmocnost je často ovlivněná výchovou a vzorem, zpravidla v rodině. Jev pozorovaný u experimentu s krysami se později prokázal i u lidí – po období manipulace osoby vykazují bezradné a depresivní chování. Tito lidé jsou v zátěžových situacích pasivnější, nedokáží je řešit a jsou méně přizpůsobiví, ačkoliv odolnost k zátěžím je díky „návyku“ vysoká.
Naučená bezmocnost je obvyklým mechanismem týraných osob. Rozvíjí se úměrně s neúspěšnými pokusy situaci řešit a roli hrají i systémová selhání. Následkem naučené bezmocnosti se dramaticky snižuje sebevědomí a naděje, že lze ze složité situace vystoupit. Kvalifikovaná pomoc spočívá v posilování autonomie osoby tak, aby si co nejdříve dokázala pomoci sama.
Podobný dopad jako jednorázový zážitek může mít právě dlouhodobé, opakované špatné zacházení (fyzické nebo citové). Podstatné je, že nezvládnutelné stresové události mají stejný neurologický následek. Pokud má dotyčný pocit, že v dané situaci může zmírnit dopad nebo v dané situaci něco udělat, dokáže se s traumatem lépe vyrovnat nežli osoba s pocitem bezmocnosti. Právě pocit bezmocnosti způsobuje, že je událost vnímána subjektivně nezvladatelná. U bezmocného člověka se častěji rozvine posttraumatická stresová porucha, jejímž zdrojem je pocit, že nelze učinit nic proti ohrožení. Tento stav způsobuje změny ve fungování mozku. Desítky pokusů s laboratorními krysami prokázaly, že klíčovým faktorem pro vznik posttraumatické stresové poruchy je bezmocnost. Stresem vyvolané změny vznikly pouze v mozku bezmocného zvířete, které nemělo možnost elektrošoky ovlivnit/ukončovat.
Stav naučené bezmocnosti vede ke zvýšenému stresu a úzkosti (jak u lidí, tak u zvířat) a může být v souvislosti s posttraumatickou stresovou poruchou.

## Terapie naučené bezmocnosti
Naučenou bezmocnost lze překonat. Správným terapeutickým postupem lze myšlenkové vzorce a reakce časem změnit. Prefrontální kortex začne aktivně potlačovat amygdalární příkazy v momentě, kdy nejsou adekvátní a nutí celý mozek reagovat strachem. Člověk má tedy schopnost přestat lpět na naučeném strachu a překonávat naučené negativní emoční reakce.
V průběhu terapie se lze zaměřit na:
- Podporu a povzbuzování
- Identifikování původu naučené bezmocnosti
- nalezení způsobů jak zmenšit pocit bezmocnosti
- identifikaci negativních postojů a myšlenek, které naučenou bezmocnost podporují
- identifikaci chování, které udržuje stav naučené bezmocnosti
- nastolení změny v myšlení a chování tak, aby byly prospěšnější
- budovat zdravé sebevědomí
- naučit se rozumět svým emocím, pracovat s nimi
- naučit se rozpoznávat a konkretizovat případy kdy je člověk zneužíván, zanedbáván, traumatizován
- naučit se způsoby sebeobrany vůči osobám, které dotyčného poškozují
- připravit si konkrétní úkoly a reakce pro případ nastalé situace nebo dlouhodobý cíl změny.

Jedny z nejpovzbudivějších poznatků o posttraumatických psychických poruchách poskytují studie lidí přeživších holocaust. Lidé s přetrvávajícími obtížemi měli příznaky změn mozkových funkcí, které jsou charakteristické pro posttraumatickou poruchu, ale u osob, které kdysi trpěli stejnými potížemi, tyto symptomy postupně odezněly. Tento nález spolu s ostatními svědčí pro fakt, že lidé jsou schopni uzdravit se i z nejhroznějších zážitků a narušené emoční dráhy je možno redukovat. I nejhlubší emoční traumata lze léčit aktivním učením. Důležitou fází je nabýt pocitu kontroly nad tím, co se děje a překonat tak pocit bezmoci.

## Biologické aspekty
Nejvýraznější projevy získané bázlivosti, včetně její nejzávažnější formy – posttraumatické stresové poruchy – jsou způsobeny změnou limbických nervových okruhů s centrem v amygdale. Neuromediátory mobilizují tělo v krizových situacích a emočně nabité události se vtisknou do paměti jasně. Při posttraumatické stresové poruše dochází k hyperaktivaci tohoto systému. Ten pak způsobuje sekreci velmi vysokých dávek těchto neuromediátorů už při situaci, která je vůbec nebo velmi málo nebezpečná, ale která připomíná původní trauma (např. prásknutí dveřmi evokuje střelbu) a způsobuje předrážděnost či neadekvátní reakci. Pokud amygdala a s ní související mozková centra změní svoji funkci, tato změna dráždivosti (snížení prahu poplachové emoční reakce) způsobí, že i nevinné situace a události vzbuzují intenzivní úzkost a strach. Pocit ohrožení je u lidí s posttraumatickou stresovou poruchou větší než konkrétní strach z nebezpečí. Pocit nechráněnosti spočívá mnohem hlouběji: v přesvědčení, že situaci nelze ovlivnit. Stav bezmoci a beznaděje může lehce přerůst v úzkosti, melancholie a deprese.